# オプテックス
オプテックス株式会社は、滋賀県大津市に本社を置く業務用・産業用センサーのメーカーである。現在の法人は、2017年の持株会社体制移行に伴い、グループ管理以外の事業を継承するために設立された会社であり、持株会社・オプテックスグループ株式会社の完全子会社。

## 沿革
- 1979年 - オプテックス株式会社設立。
- 1980年 - 世界初の遠赤外線利用の自動ドア用センサを開発。
- 1985年 - OPTEX (USA),INCを米国カリフォルニア州に設立（後に吸収合併され、合併した法人も1999年清算）。
- 1986年 - 東京営業所を開設。
- 1989年 - 独エルヴィン・ジック社との合併会社ジックオプテックス株式会社を設立。
- 1990年 - オーパルオプテックス株式会社設立。
- 1991年 - 日本証券業協会に店頭公開。OPTEX（EUROPE),LTD.を英国バークシャーに設立。
- 1994年 - OPTEX(H.K.),LTD.を香港に設立。本社・技術センターの品質管理システムが ISO9001を認証を取得。
- 1995年 - 中国で委託生産を開始。
- 1997年 - OPTEX ELECTRONICS(TAIWAN),LTD.を台北に設立（2009年清算）。本社・技術センターで環境マネジメントシステム ISO14001の認証を取得。
- 1998年 - デジタル監視カメラシステム「Wonder Track」発売、画像関連分野に参入。デジタル監視カメラシステムがフランスのセキュリティショウ“EXPO PROTECTION”で最優秀賞受賞。
- 1999年 - デジタル監視カメラシステムが世界最大規模の米国セキュリティショウ “ISC WEST”でグランプリを受賞。特許庁長官賞を受賞。米国カリフォルニア州にOPTEX INCORPORATEDを設立。
- 2000年 - 屋外パッシブセンサBX-80が米国セキュリティショウ “ISC WEST”で部門賞受賞。
- 2001年 - 東京証券取引所市場第二部上場。英国子会社OPTEX（EUROPE）,LTD.がSECURITY ENCLOSURES LTD.を子会社化。
- 2002年 - センサ内蔵型催涙ガス噴射装置「WonderSafe」発売。光電センサ事業を分社化し、オプテックス・エフエー株式会社を設立。
- 2003年 - 世界初、オールインワンタイプの画像判別による色面積「CVS1」センサを発売。韓国及びフランスでの直販体制を築くため、それぞれOPTEX KOREA CO., LTD. とOPTEX SECURITY SAS を設立。東京証券取引所市場第一部上場。
- 2004年 - 来客者数管理システム技術の獲得と融合による事業拡大を目指し、技研トラステム株式会社を子会社化。自動ドア用製品のマーケティングのため、米国カリフォルニア州に新たにOPTEX TECHNOLOGIES INC. を設立。東ヨーロッパとロシア地域への輸出拡大と市場ニーズの把握を目的にポーランド・ワルシャワにOPTEX SECURITY Sp. z o.o. を設立。
- 2005年 - 子会社オプテックス・エフエー株式会社が、大阪証券取引所「ヘラクレス」（現・ジャスダック）に上場。安全運転をサポートするドライブトレーナー「DT-01」発表。交通関連分野に参入。コスト競争力の強化と中国市場への直接販売体制確立のため、中国広東省に子会社工場OPTEX（DONGGUAN）CO., LTD設立。
- 2006年 - OPTEX (DONGGUAN) CO., LTD. が深圳営業事業所を開設。米国向けにスイング自動ドア用センサ「OA-603」、欧州向けに自動ドア用コンビネーションセンサ「OA-FUSION」を投入。
- 2007年 - オプテックス・エフエー株式会社が日本エフ・エーシステム株式会社を子会社化。遠隔画像監視による警備サービスとして英国ファーサイト社を子会社化。米国自動ドア用製品販売子会社OPTEX TECHNOLOGIES INC.が東海岸支店を米国ノースカロライナ州に設立。
- 2008年 - 自動ドア用製品の欧州市場事業拡大のため、オランダOPTEX TECHNOLOGIES B.V.を子会社化。画像処理技術の高度化を促進するため、株式会社ジーニックを子会社化。
- 2010年 - 世界初、LED調光システムでLED照明分野に参入。光ファイバー侵入検知システムの製品・技術・販路の獲得のため、米国子会社FIBER SENSYS INCを設立し、Fiber SenSys,LLCから事業譲受。OPTEX (DONGGUAN) CO., LTD. が上海営業所を開設。
- 2011年 - ロシア連邦・モスクワにOPTEX SECURITY,LLCを設立。
- 2012年 - 英国RAYTEC LIMITEDを子会社化。インド・ハリヤーナー州に合弁会社OPTEX PINNACLE INDIA PRIVATE LIMITEDを設立。
- 2015年 - OPTEX INCORPORATEDがOPTEX TECHNOLOGIES INC. を吸収合併。
- 2016年 - ジャスダック上場のLED照明メーカーであるシーシーエス株式会社に対し株式公開買付けを実施。同社株式の63.52%を取得し連結子会社化。
- 2017年1月 - 持株会社制に移行。グループ経営管理事業を除く全事業を完全子会社のオプテックス新事業準備株式会社へ吸収分割により承継するとともに、従前のオプテックス株式会社をオプテックスグループ株式会社へ、オプテックス新事業準備株式会社をオプテックス株式会社へ、それぞれ商号変更。同時にオプテックスグループ株式会社（旧・オプテックス株式会社）は、オプテックス・エフエー株式会社を株式交換により完全子会社化[1][2]。
- 2018年7月 - オプテックス・エフエー株式会社とともに生産部門を分割し、新たに設立されたオプテックス・エムエフジー株式会社に統合[3]。

## 事業所・関連会社
- 本社 - 〒520-0101 滋賀県大津市雄琴5-8-12
- 東京支店 - 〒160-0023 東京都港区海岸1-9-1　浜離宮インターシティ3F

- 技研トラステム - 関連会社